# Gordaliza del Pino
Gordaliza del Pino est une commune d'Espagne dans la province de León, communauté autonome de Castille-et-León. Elle s'étend sur 27,32 km2 et comptait environ 290 habitants en 2011.